# Mormonia nebulosa
Mormonia nebulosa là một loài bướm đêm trong họ Noctuidae.